# Bürgermeisterei Roth
Die Bürgermeisterei Roth war eine von ursprünglich 42 preußischen Bürgermeistereien, in die sich der 1816 neu gebildete Kreis Bitburg im Regierungsbezirk Trier verwaltungsmäßig gliederte. Von 1822 an gehörte der Regierungsbezirk Trier, damit auch die Bürgermeisterei Roth, zu der in dem Jahr neu gebildeten Rheinprovinz. Der Verwaltung der Bürgermeisterei unterstanden fünf Gemeinden. Der Verwaltungssitz war in der heutigen Ortsgemeinde Roth an der Our im Eifelkreis Bitburg-Prüm in Rheinland-Pfalz.

## Gemeinden und zugehörige Ortschaften
Zur Bürgermeisterei Roth gehörten folgende Gemeinden (Stand 1843):
- Bauler (191 Einwohner) mit dem Neuscheuer Hof (12) und drei Hütten „an der Bauler Straße“ (17)
- Falkenstein mit dem Weiler Waldhof (48), der „Alten Burg“ (7) sowie den Ansiedlungen Bivelser Waas (13) und Reitersdell (14)
- Keppeshausen (29)
- Obersgegen (280)
- Roth (293)

Insgesamt lebten im Bürgermeistereibezirk 904 Menschen in 137 Wohnhäusern. Annähernd alle Einwohner waren katholisch, neun waren evangelisch. Es gab je eine Kapelle in Bauler, Obersgegen und Roth sowie je eine Schule in Bauler und in Roth (Stand 1843).

## Geschichte
Alle Ortschaften im Verwaltungsbezirk der Bürgermeisterei gehörten vor 1794 zum Herzogtum Luxemburg (Quartier Vianden), Bauler  und Falkenstein zur Herrschaft Falkenstein, Keppeshausen, Obersgegen und Roth zur Grafschaft Vianden. Im Jahr 1794 hatten französische Revolutionstruppen die Österreichischen Niederlande, zu denen das Herzogtum Luxemburg gehörte, besetzt und im Oktober 1795 annektiert. Unter der französischen Verwaltung gehörte das Gebiet zum Kanton Vianden im Arrondissement Diekirch, der zum Departement Wälder gehörte. Bauler, Obersgegen und Roth gehörten zur Mairie Roth, Keppeshausen zur Mairie Stolzemburg, Falkenstein bildete eine eigenständige Mairie.
Aufgrund der Beschlüsse auf dem Wiener Kongress wurde 1815 das vormals luxemburgische Gebiet östlich der Sauer und der Our dem Königreich Preußen zugeordnet. Unter der preußischen Verwaltung wurden im Jahr 1816 Regierungsbezirke und Kreise neu gebildet. Die Bürgermeisterei Roth wurde dem Kreis Bitburg im Regierungsbezirk Trier zugeordnet. Sie bestand bis 1860 und ging in der Bürgermeisterei Körperich auf.
Alle Ortschaften gehören heute verwaltungsmäßig zur Verbandsgemeinde Südeifel im Eifelkreis Bitburg-Prüm in Rheinland-Pfalz.